# De Courten
L'origine della famiglia De Courten secondo l'Almanacco Genealogico Svizzero si ricollega ad un ramo della famiglia Curti, passato dalla città di Cantù in Lombardia nel cantone svizzero del Vallese verso il XII secolo, come altre famiglie che cercarono scampo dalle guerre che devastarono l'Italia in quel periodo. La famiglia Curti si stabilì all'inizio nel villaggio di Sempione e poi a Briga, ed il suo nome si scriveva all'inizio "Courten", e successivamente "de Courten".

## Storia
Nel 1331 troviamo un François Curti, lombardo, nominato nell'atto di fondazione della Chartreuse della Geronde a Sierre (Vallese). La sua stessa presenza indica la sua qualità di Nobile. La sua discendenza comincia con Antoine, nato verso il 1350, che dovrebbe essersi sposato verso il 1370 con Jeanne, figlia del Barone Pierre De Rarogne.
Grazie al suddetto matrimonio numerosi beni situati nella regione di Sierre e della Valle d'Anniviers passarono alla famiglia De Courten.
Antoine de Courten occupava già in quel tempo l'alta carica di Gran Castellano, rivestita dai suoi discendenti fino al XVII secolo. Alla morte di Antoine la sua discendenza si divise in due linee: la minore rimase a Briga, dove si estinse verso il 1543, mentre la maggiore si trasferì a Sierre, dove ebbe un rapido successo. Fra i suoi membri vi furono quattro Gran Balivi, numerosi Alfieri, Capitani di decania e Castellani, e dal XVI secolo diversi ufficiali al servizio di potenze estere, come la Francia, dove tra il 1690 e il 1792 un reggimento portò il loro nome, e ancora il Piemonte, la Spagna, l'Inghilterra e la Santa Sede, dove molti membri della famiglia comandarono la Guardia Svizzera, che viene reclutata specialmente presso le famiglie del Cantone di Vallese. 
Nel XVII secolo la famiglia si suddivise di nuovo; il capostipite del primo ramo fu Etienne (1603-1651), Gran Castellano di Sion, Balivo ("Gouverneur") di Saint-Maurice e Capitano al servizio della Francia, da cui ebbe origine il ramo francese di Valenciennes, fondato da Jean-Hildebrand (1666-1737), che nel 1754 acquisì la terra e la signoria di Bazoncourt (Mosella) e nel 1781 quella del villaggio di Berlize. Questo ramo della famiglia divenne in seguito proprietario anche del borgo e delle terre di Solero, in Piemonte.
Resta memoria di altri personaggi che hanno reso illustre questa famiglia nel XVII e nel XVIII secolo: Jean Antoine, capo della repubblica nel 1687; François, Luogotenente Generale, Governatore di Vivarais e fondatore del suddetto "Reggimento De Courten" nel 1689; Pierre Anne fu Conte del Sacro Romano Impero, e nel 1769 Ignace Antoine fu creato Conte dal Re di Francia Luigi XV, con trasmissione del titolo a tutta la sua discendenza maschile. Per quanto riguarda il regno di Sardegna sono da segnalare il conte Eugène-Philippe (1715-1802) e il conte Joseph-Érasme-Louis (1807-1871). Il primo partecipò alla battaglia dell'Assietta e fu in seguito luogotenente generale dell'esercito piemontese nella contea di Nizza durante le prime fasi della guerra contro la Francia rivoluzionaria nel 1792. A causa del suo comportamento arrendevole, venne sollevato dall'incarico ed assegnato quale governatore di Cuneo. Il secondo fu al servizio sabaudo durante la prima guerra d'indipendenza e la guerra di Crimea.
Il titolo di Conte di Francia fu conferito a Pierre de Courten dal Re Luigi XVIII, con trasmissibilità alla discendenza maschile per ordine di primogenitura. Maurice Joseph, Gran Balivo del Cantone Vallese, fu creato Conte dal Re di Sardegna Carlo Alberto nel 1835, con trasmissibilità del titolo. I Conti De Courten risiedono ancora ai giorni nostri nel Cantone Vallese in Svizzera, ma anche in Italia ed in Baviera (Germania).
Al ramo italiano della famiglia appartengono il conte Raffaele de Courten (1888-1978), ammiraglio di squadra nella Regia Marina, Addetto navale a Berlino e Ministro della Marina dal 1943 al 1947; il conte Eugenio, scultore (1925-2009), e il conte Francesco (1932-2015), diplomatico (ambasciatore d'Italia in Angola, Giordania, e Algeria) e pittore.
Lo stemma araldico dei De Courten è di rosso, ad un globo d'oro cerchiato dello stesso e sormontato da una croce di perle d'argento.